# Sokolovskoye (Krasnodar)
Sokolovskoye (del ruso: Соколовское) es un selo del raión de Gulkévichi del krai de Krasnodar, en el sur de Rusia. Está situado a orillas del río Zelenchuk Treti, 13 km al sureste de Gulkévichi y 128 km al este de Krasnodar, la capital del krai. Tenía 3 002 habitantes en 2010.
Es cabeza del municipio Sokolovskoye, al que pertenece asimismo Alekséyevski, Mashevski, Novopávlovski y Petrovski.

## Composición étnica
De los 3 098 habitantes que tenía en 2002, el 92.1 % era de etnia rusa, el 2.4 % era de etnia armenia, el 1.9 % era de etnia ucraniana, el 1.4 % era de etnia alemana, el 0.5 % era de etnia bielorrusa, el 0.3 % era de etnia griega, el 0.3 % era de etnia tártara, el 0.2 % era de etnia azerí y el 0.1 % era de etnia adigué

## Transporte
La carretera federal M29 Cáucaso pasa al norte de la localidad.